# Världsmästerskapen i skidskytte 1987
Världsmästerskapen i skidskytte 1987 avgjordes med herrtävlingar i Lake Placid i New York i Förenta staterna och damtävlingar i Lahtis i Finland.

## Herrar

### 10 kilometer sprint
| Medalj | Namn                | Land        | Straffrundor | Tid     |
| ------ | ------------------- | ----------- | ------------ | ------- |
| Guld   | Frank-Peter Roetsch | Östtyskland | 1            | 29.49,6 |
| Silver | Matthias Jacob      | Östtyskland | 2            | 30.38,8 |
| Brons  | André Sehmisch      | Östtyskland | 2            | 30.55,4 |

### 20 kilometer
| Medalj | Namn                | Land             | Straffrundor | Tid       |
| ------ | ------------------- | ---------------- | ------------ | --------- |
| Guld   | Frank-Peter Roetsch | Östtyskland      | 1            | 1:00.00,4 |
| Silver | Josh Thompson       | Förenta staterna | 1            | 1:00.51,0 |
| Brons  | Jan Matouš          | Tjeckoslovakien  | 0            | 1:01.15,3 |

### 4 x 7,5 kilometer stafett
| Medalj | Land          | Lagmedlemmar                                                     | Straffrundor | Tid |
| ------ | ------------- | ---------------------------------------------------------------- | ------------ | --- |
| Guld   | Östtyskland   | Frank-Peter Roetsch Matthias Jacob André Sehmisch Jürgen Wirth   |              |     |
| Silver | Sovjetunionen | Dmitri Vasiljev Juri Kasjkarov Alexandr Popov Valerij Medvedtsev |              |     |
| Brons  | Västtyskland  | Ernst Reiter Herbert Fritzenwenger Peter Angerer Fritz Fischer   |              |     |

## Damer

### 5 kilometer sprint
| Medalj | Namn               | Land          | Straffrundor | Tid     |
| ------ | ------------------ | ------------- | ------------ | ------- |
| Guld   | Jelena Golovina    | Sovjetunionen | 0            | 21.14,7 |
| Silver | Venera Tjernitjova | Sovjetunionen | 1            | + 37,2  |
| Brons  | Anne Elvebakk      | Norge         | 2            | + 57,4  |

### 10 kilometer
| Medalj | Namn            | Land          | Straffrundor | Tid      |
| ------ | --------------- | ------------- | ------------ | -------- |
| Guld   | Sanna Grønlid   | Norge         | 2            | 42.42,8  |
| Silver | Kaija Parve     | Sovjetunionen | 2            | + 48,3   |
| Brons  | Tuija Vuoksiala | Finland       | 2            | + 2.14,0 |

### 3 x 5 kilometer stafett
| Medalj | Land          | Lagmedlemmar                                   | Straffrundor | Tid |
| ------ | ------------- | ---------------------------------------------- | ------------ | --- |
| Guld   | Sovjetunionen | Jelena Golovina Venera Tjernitjova Kaija Parve |              |     |
| Silver | Sverige       | Inger Björkbom Mia Stadig Eva Korpela          |              |     |
| Brons  | Norge         | Anne Elvebakk Sanna Grønlid Siv Bråten         |              |     |

## Medaljfördelning
| Placering | Land             | Guld | Silver | Brons | Total |
| --------- | ---------------- | ---- | ------ | ----- | ----- |
| 1         | Östtyskland      | 3    | 1      | 1     | 5     |
| 2         | Sovjetunionen    | 2    | 3      | 0     | 5     |
| 3         | Norge            | 1    | 0      | 2     | 3     |
| 4         | Förenta staterna | 0    | 1      | 0     | 1     |
| 4         | Sverige          | 0    | 1      | 0     | 1     |
| 6         | Finland          | 0    | 0      | 1     | 1     |
| 6         | Västtyskland     | 0    | 0      | 1     | 1     |
| 6         | Tjeckoslovakien  | 0    | 0      | 1     | 1     |